# Gino Felixdaal
Gino Felixdaal (Amsterdam, 5 gennaio 1990) è un ex calciatore olandese, di ruolo difensore.

## Caratteristiche tecniche
È un difensore centrale.

## Carriera
Cresciuto nelle giovanili del Vitesse, ha esordito in prima squadra il 13 aprile 2010 in occasione del match di Eredivisie pareggiato 1-1 contro il NAC Breda.